# Bird (película)
Bird es una película biográfica estadounidense de 1988. Cuenta la vida del saxofonista Charlie Parker, y fue dirigida por Clint Eastwood, con actuación principal de Forest Whitaker.

## Argumento
La película se basa en la historia de la vida del legendario saxofonista Charlie Parker, apodado "Bird". La carrera artística de Parker fue influida por su uso de las drogas y el alcohol. Clint Eastwood, aficionado al jazz, y su guionista, Oliansky, encontraron las imágenes propicias para dar a la biografía de este músico el estilo de vida salvaje de un artista brillante en forma de película. Las primeras escenas consiguen introducir a la audiencia en la vida de Charlie Parker, quien se encuentra al borde de la decadencia humana. Tras tocar en un pequeño club de jazz, Parker regresa a su casa, borracho, donde inicia una discusión con su esposa Chan, mientras que Parker toma una sobredosis lo que provoca que sea ingresado en un hospital. El director del hospital cree que la mejor solución es tratar a Parker con electroshock, pero Chan se opone porque piensa que ello acabará con la creatividad de su marido. 
Un tiempo después, Charlie mejora y sale del hospital con su mujer Chan, pero las drogas reaparecen en el camino y al final abandona a su mujer. A pesar de la fama que consigue y las actuaciones, Charlie no logra dejar ni el alcohol ni las drogas.

## Reparto
- Forest Whitaker: Charlie "Bird" Parker.
- Diane Venora: Chan Parker.[1]
- Michael Zelniker: Red Rodney.[2]
- Samuel E. Wright: Dizzy Gillespie.
- Keith David: Buster Franklin.
- Diane Salinger: la baronesa Nica.
- Michael McGuire: Brewster.
- James Handy: Esteves.
- Damon Whitaker:[3] Charlie Parker de muchacho.
- Morgan Nagler: Kim.
- Arlen Dean Snyder: el Dr. Heath.
- Sam Robards: Moscowitz.
- Penelope Windust: la enfermera Bellevue.
- Glenn Wright: el paciente alcohólico.
- George Orrison: un paciente.
- Bill Cobbs: el Dr. Caulfield.
- Anna Thompson: Audrey.
- Hamilton Camp: un político.
- Jason Bernard: Benny Tate.
- Tim Russ: Harris.
- Richard Jeni: Morello.
- Tony Cox: Pee Wee Marquette.[4]

## Producción
Se emplearon grabaciones originales de Charlie Parker, algunas de ellas monofónicas. Se tomó la parte del saxo, se digitalizó y se mezcló con instrumentación de Lennie Niehaus.

## Recepción
Bird recibió comentarios positivos de los críticos, al anotar 72% en Rotten Tomatoes. El rendimiento de Forest Whitaker como Parker le valió el premio al Mejor Actor en el Festival de Cine de Cannes 1988 y tuvo una candidatura al Golden Globe. Además, la película también ganó un Óscar al Mejor Sonido.
A pesar de haber recibido premios, la música fue recibida con escepticismo por muchos aficionados al jazz.

## Recaudación
- Ingresos fuera de los Estados Unidos: 1.067 millones de dólares.

## Premios
61.ª edición de los Premios Óscar
| Categoría    | Candidato                                                | Resultado |
| ------------ | -------------------------------------------------------- | --------- |
| Mejor sonido | Les Fresholtz Dick Alexander Vern Poore Willie D. Burton | Ganadores |

46.ª edición de los Globos de Oro
| Categoría               | Candidato       | Resultado |
| ----------------------- | --------------- | --------- |
| Mejor director          | Clint Eastwood  | Ganador   |
| Mejor actor - Drama     | Forest Whitaker | Nominado  |
| Mejor actriz de reparto | Diane Venora    | Nominada  |

54.ª edición de los Premios del Círculo de Críticos de Cine de Nueva York
| Categoría               | Candidato    | Resultado |
| ----------------------- | ------------ | --------- |
| Mejor actriz de reparto | Diane Venora | Ganadora  |

XXXIII edición de los Premios Sant Jordi
| Categoría                           | Candidato                 | Resultado |
| ----------------------------------- | ------------------------- | --------- |
| Mejor película extranjera           | Mejor película extranjera | Ganadora  |
| Mejor actor en película extranjera  | Forest Whitaker           | Ganador   |
| Mejor actriz en película extranjera | Diane Venora              | Ganadora  |

XLI Festival Internacional de Cine de Cannes
| Otorgante                    | Categoría           | Candidato                          | Resultado |
| ---------------------------- | ------------------- | ---------------------------------- | --------- |
| Jurado de la Sección oficial | Mejor actor         | Forest Whitaker                    | Ganador   |
| Comisión Superior Técnica    | Gran Premio Técnico | Equipo de procesamiento del sonido | Ganador   |